# HMS Warrior (1860)
Pour les autres navires du même nom, voir HMS Warrior.
Le HMS Warrior, surnommé "le serpent noir" est le premier cuirassé à coque en fer de la Royal Navy lancé en 1860. Il fut construit pour répliquer au lancement en 1859 du cuirassé français Gloire. Son nom est également celui d'une classe de navires qui comprend une seule autre unité : le Black Prince. Il est devenu bateau-musée et peut être visité à Portsmouth (UK).
Lorsqu'il fut construit, il était le plus grand, le plus lourdement armé et le mieux blindé des navires de guerre de son époque. Mais ce succès fut de courte durée, car le développement de la marine à vapeur d'une part et le développement des blindages avec les cuirassés d'autre part, allait supplanter le Warrior une quinzaine d'années après sa création.

## Historique

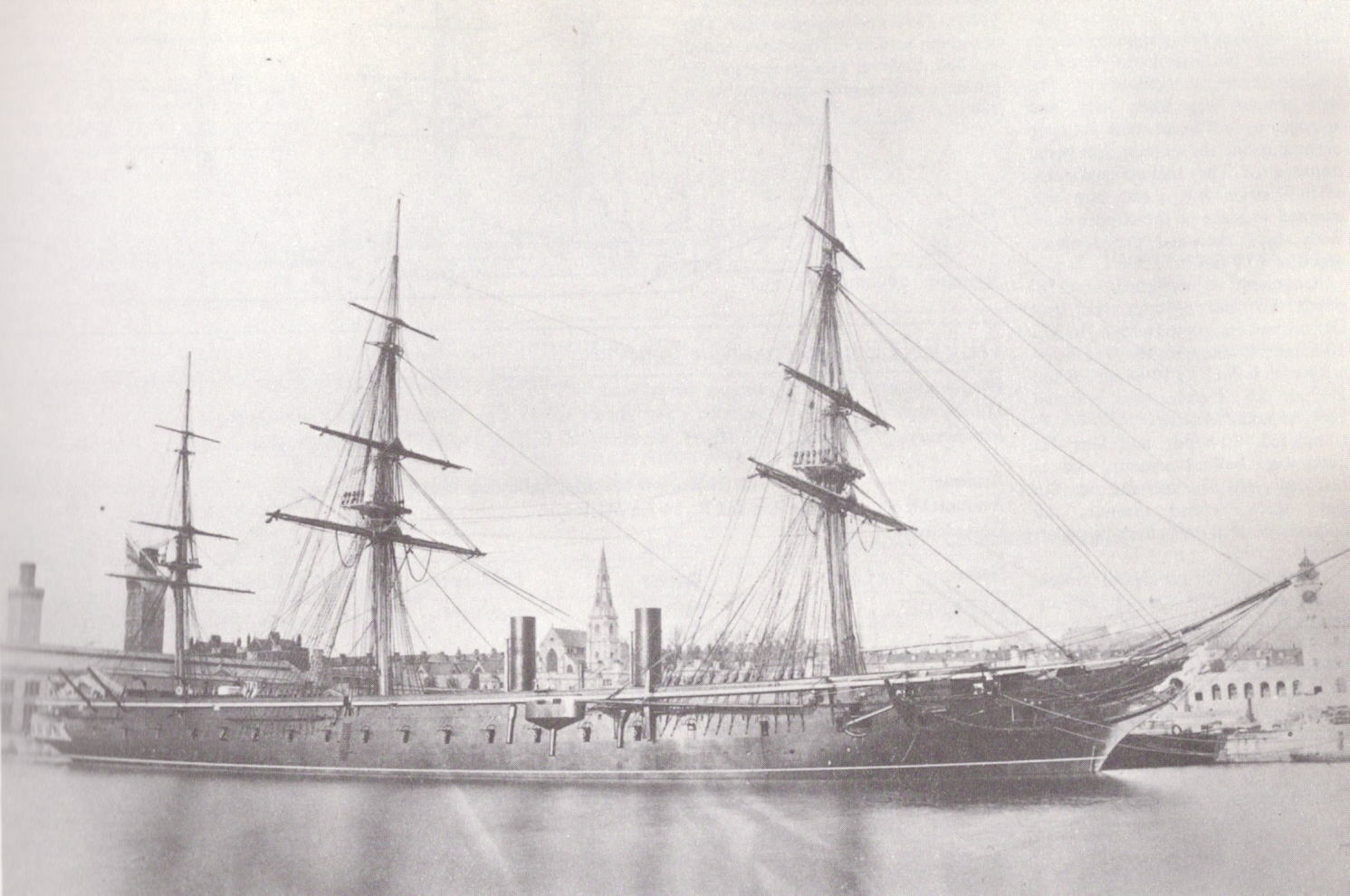
Le HMS Warrior l'année de son lancement, en 1860.

Construit de 1859 à 1861, le Warrior devait être lancé le 29 décembre 1860 par les chantiers de la Tamise à Londres, mais l'hiver, le plus froid depuis 50 ans, avait gelé les installations. 
Le Warrior est achevé le 24 octobre 1861, pour un coût de construction variant, selon les sources, de 332 000 £ à 357 291 £. Après une tournée publicitaire en Grande-Bretagne en 1863, il rejoint la Royal Navy dans le "Channel Squadron (en)" et patrouille dans les eaux européennes, de Gibraltar à la Scandinavie. 
Il connaît une première refonte en 1864-1867, puis reprend son service dans le "Channel Squadron", avant de subir, de 1871-1875, une première refonte majeure à Portsmouth. Le 1er avril 1875, il est mis en réserve et rejoint les garde-côtes.
Les progrès importants de la technologie rendent le Warrior et son sister-ship obsolètes une dizaine d'années après leur construction. Le 31 mai 1881, il est retiré du service. Ses canons et la partie supérieure de sa mâture sont déposés. 
En 1883, le Warrior entre dans le port de Portsmouth à la vapeur pour la dernière fois. Il est adossé à un quai éloigné au fond du port, le "Rotten Row", littéralement "rangée pourrie". Sa coque, transformée en entrepôt, est utilisée de 1902 à 1904 par une flottille de croiseurs. 
En 1904, rebaptisé Vernon III, il est utilisé par une école de formation de torpilleurs : il fournit alors électricité et vapeur aux navires qui l'accostent.
En 1925, il est programmé à la destruction, mais une diminution de la demande en ferraille le sauve du démantèlement. En 1929, il est rebaptisé Oil Fuel Hulk C77 et sert de réservoir flottant aux chantiers Pembroke, au Pays de Galles, où il demeure les cinquante années suivantes.
En 1968, on évoque sa possible restauration, qui débute effectivement en 1979 à Hartlepool pour s'achèver en 1984. Il est ensuite mouillé à différents endroits et rebaptisé Warrior (1860), afin d'éviter des confusions avec le quartier d'état-major homonyme de la Royal Navy. Il arrive le 16 juin 1987 à Portsmouth comme navire musée.

## Navigation mixte: moteur et voile
Le Warrior est un navire mixte voile / vapeur :
- Le gréement du Warrior est un gréement à voiles carrées sur les 3 mâts avec une surface de voile de 4 500 m2, il constitue un des derniers témoignages de la marine à voile militaire.
- La propulsion moteur était assurée par une machine à vapeur à double cylindre de Penn de 5267 chevaux, qui était alimentée en vapeur par 10 chaudières.

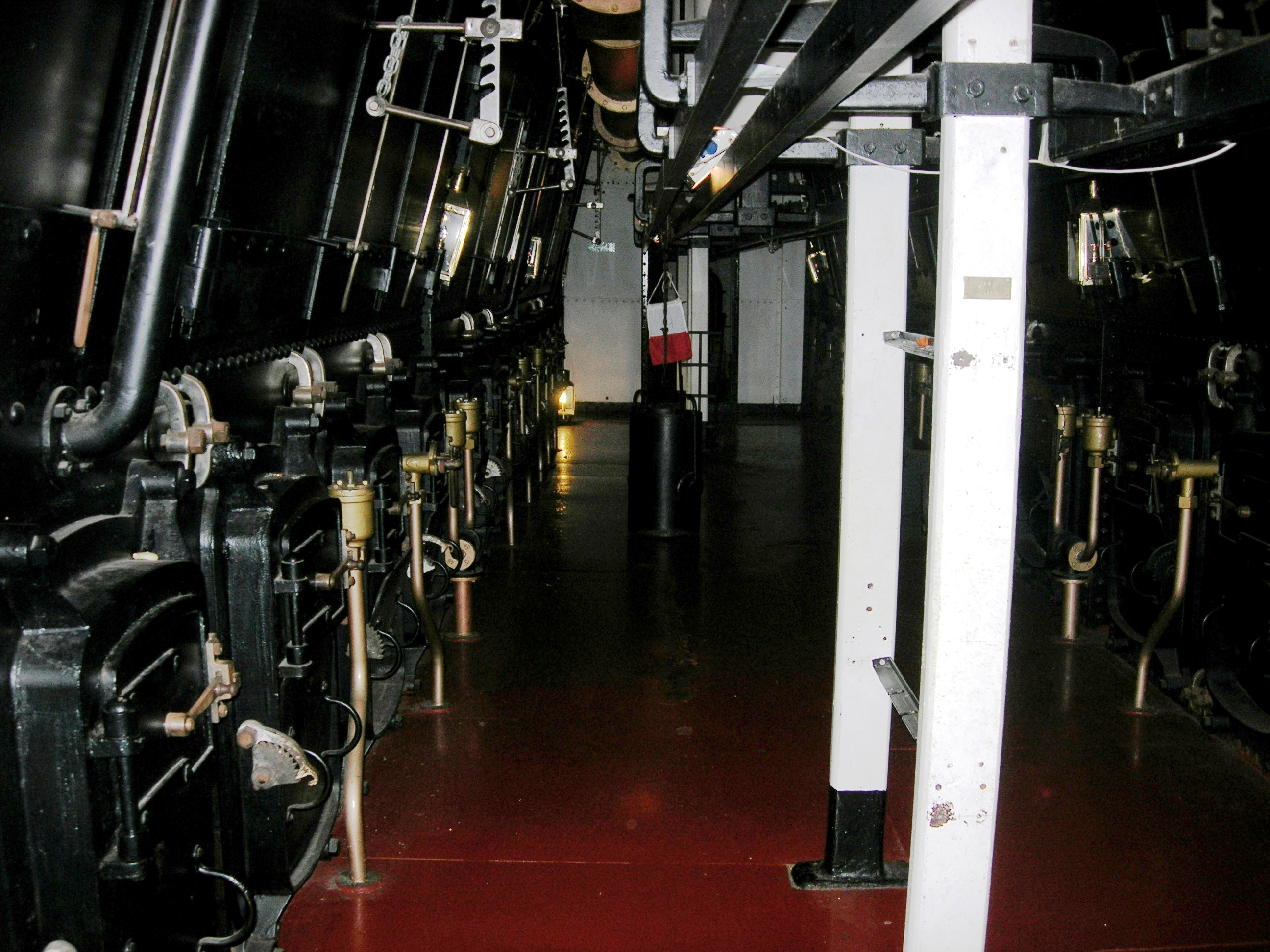
Chaudières du HMS Warrior

Le Warrior avait une vitesse maximale de 13,75 nœuds sous voiles, 14,33 nœuds sous vapeur et 17,5 nœuds en mode mixte. L'intérêt des voiles à cette époque est illustré ici par un complément de vitesse de l'ordre de 4 nœuds et surtout une augmentation de son autonomie. La consommation en charbon était extrêmement élevée, puisqu'il fallait, dans des conditions optimales, 850 tonnes de charbon pour parcourir entre 3 500 et 3 900 km. Les chaudières du Warrior consommant 11 t de charbon à l'heure, l'autonomie du navire ne permet pas de traverser l'Atlantique sans le complément des voiles. La vapeur était principalement utilisée pour les manœuvres, les entrées et sorties de ports et par vent trop faible.
Lorsque le navire naviguait à voile, les cheminées étaient abaissées par un système télescopique pour ne pas gêner les manœuvres des voiles et l'énorme hélice pouvait être hissée hors de l'eau pour réduire la traînée. En pratique, elle était laissée en place, car l'opération était peu pratique.

## Armement

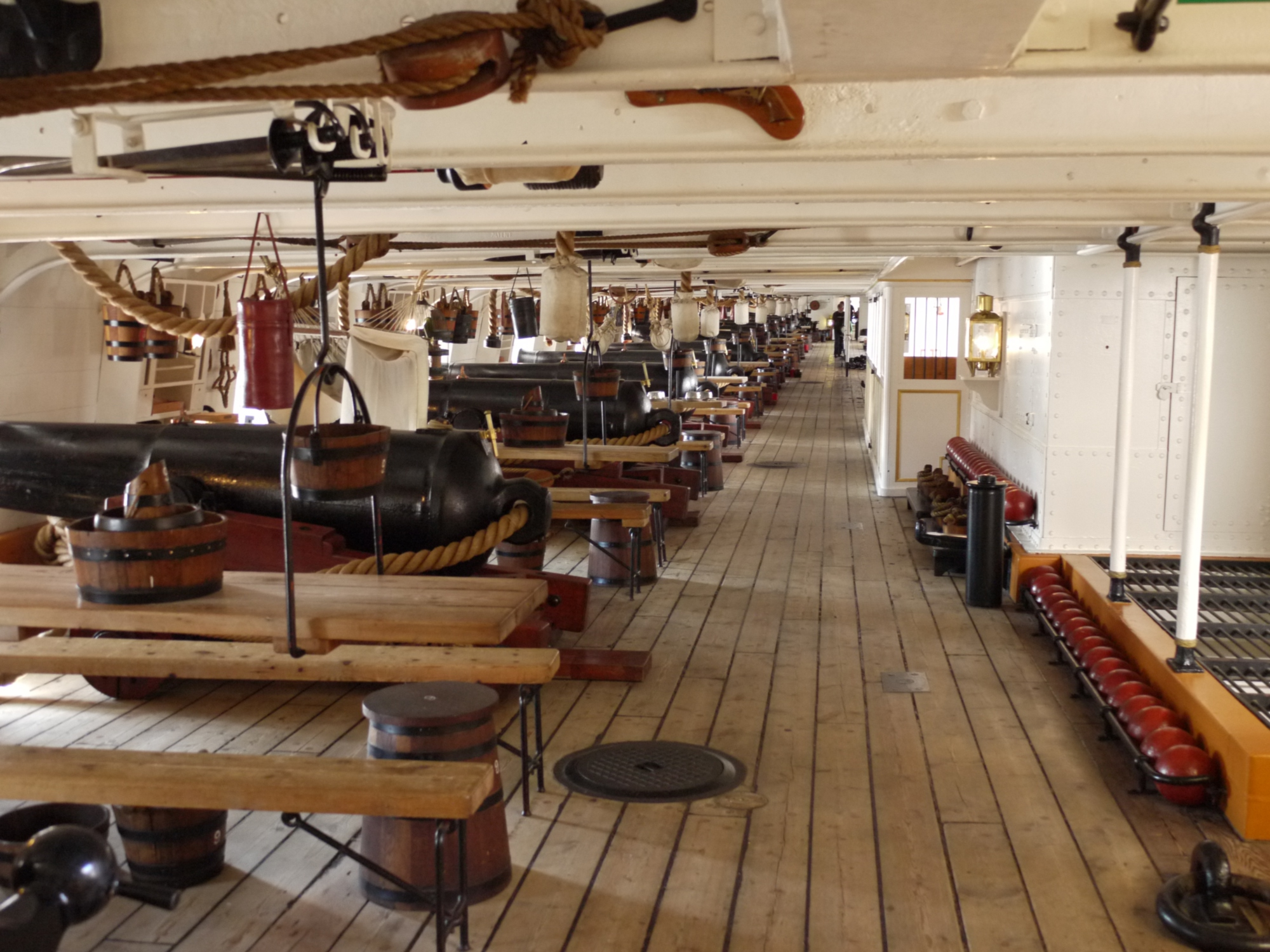
Pont de canon de 68 livres sur le HMS Warrior

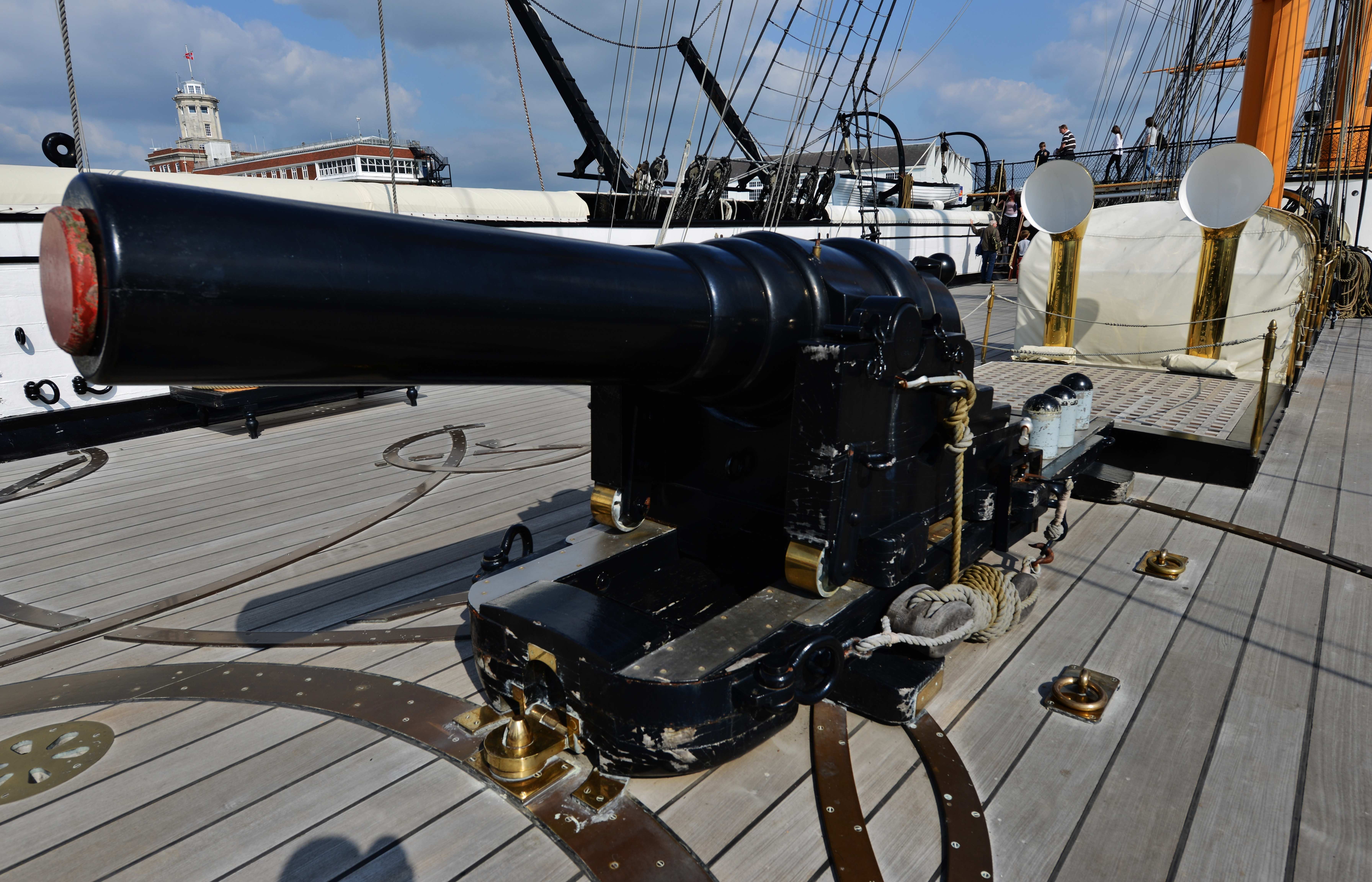
Canon orientable sur le HMS warrior

- 26 canons de 68 livres à chargement par la bouche d'une portée de 2,5 km[2]
- 10 canons de 110 livres à chargement par la culasse d'une portée de 4,5 km[2]
- 4 canons de 40 livres à chargement par la culasse d'une portée de 3 km[2]

## Équipage
705 personnes composées de :
- 21 officiers + le capitaine
- 23 sous-officiers
- 54 sous-officiers non mandatés (artisans de bord, médecin, cuisiniers...)
- 401 marins et mousses
- Pour la mécanique : 2 chefs ingénieurs, 10 ingénieurs et 66 régleurs et agents aux chaudières
- Troupe de marine embarqués : 3 officiers, 6 sous officiers et 118 artilleurs

## Blindage
Le cœur du HMS Warrior est constitué d'un coffrage blindé de 64,6m de long protégeant les canons et la salle des machines. Lorsqu'il fut lancé, ce blindage de 114 mm était pratiquement invulnérable à l'artillerie navale conventionnelle, même à courte portée. Le blindage est doublé de teck constituant un ensemble de 1325 t au total.  
La poupe et l'étrave du navire, ne sont toutefois pas blindées, pour améliorer son insubmersibilité, la coque était compartimentée en 92 sections étanches et comportait un double fond sous la salle des machines et les poudrières. Sa seule faiblesse était l'absence de protection de l'appareil à gouverner qui, s'il avait été touché par un coup heureux, aurait rendu le navire ingouvernable.

## Capitaines du navire

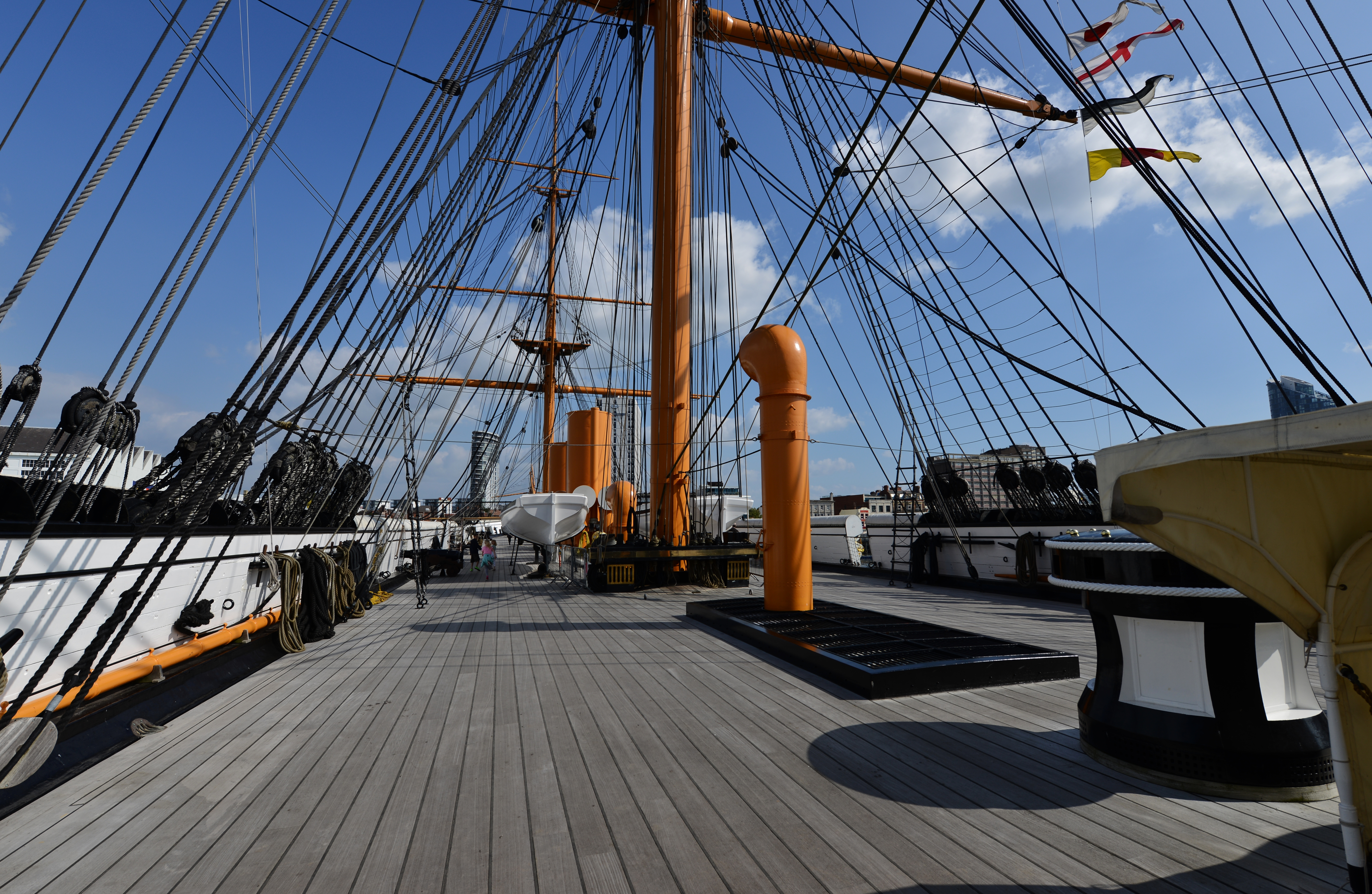
Le pont du Warrior

Liste des capitaines du navire :
| Nom                    | Début            | Fin               |
| ---------------------- | ---------------- | ----------------- |
| Hon. A.A.L.P. Cochrane | 1er août 1861    | 22 novembre 1864  |
| J. Corbett             | 1er juillet 1867 | 24 juillet 1867   |
| H. Boys                | 25 juillet 1867  | 27 août 1869      |
| F.H. Stirling          | 28 août 1869     | 2 mars 1870       |
| Hon. H.C. Glyn         | 3 mars 1870      | 15 septembre 1871 |
| W.H. Whyte             | 1er avril 1875   | 14 mars 1878      |
| R.G. Dougls            | 15 mars 1878     | 2 janvier 1881    |
| A.C.F. Heneage         | 3 janvier 1881   | 30 avril 1881     |
| S.P. Townsend          | 1er mai 1881     | 26 novembre 1882  |
| E.S. Adeane            | 27 novembre 1882 | 31 mai 1883       |
| J.M. De Robeck         | 16 juillet 1902  | 29 mai 1903       |
| A. Dodgson             | 30 mai 1903      | 29 août 1903      |
| S.E. Erskine           | 30 août 1903     | 31 décembre 1903  |
| E.F.B. Charlton        | 1er janvier 1904 | 31 mars 1904      |
| C. Allen               | 12 janvier 1987  | 24 mai 1991       |
| T.F. Morgan            | 25 mai 1991      | 30 septembre 1997 |
| D. Newberry            | 1er octobre 1997 | 31 mars 2006      |
| K. Jones               | 1er avril 2006   |                   |